# Concordia (Heilige)
Die heiliggesprochene Amme Concordia († 258) fiel zusammen mit ihrem Ziehsohn Hippolytus und Eusebius von Rom der Christenverfolgung unter Kaiser Valerian im Jahre 258 n. Chr. zum Opfer. Ihr Name bedeutet Eintracht. Hippolytus war der Überlieferung nach der Kerkermeister des heiligen Laurentius von Rom. 
In der römisch-katholischen Kirche, den orthodoxen Kirchen und der armenischen apostolischen Kirche ist ihr Gedenktag der 13. August.

## Kirchengebäude
St. Concordia ist der Name folgender Kirchen:
- St. Concordia (Ruhla) in Ruhla
- St. Concordia (Celle) in Celle